# Akkermanska konvencija
Akkermanska konvencija, podpisana 25. septembra (7. oktobra) 1826 v Akkermanu, sedanjem Belogorod Dnjestrovskem, Ukrajina,  je bila mirovni sporazum med Ruskim imperijem in Osmanskim cesarstvom.
Zaradi neizpolnjevanja določil Bukareškega mirovnega sporazuma iz leta 1812 in kršenja že prej dogovorjenih obvez Osmanskega cesarstva do balkanskih držav (Srbija, Vlaška, Moldavija), je Rusija leta 1826 Osmanskemu cesarstvu izročila ultimat za rešitev teh in drugih spornih vprašanj. Osmansko cesarstvo je dolgo zavlačevalo in nazadnje podpisalo Akkermansko konvencijo, ki je manjša razširitev Bukareškega mirovnega sporazuma.

## Določila sporazuma
Rusija je obdržala sporna ozemlja na vzhodni obali Črnega morja, pomaknila svojo mejo do Donave  in s tem prišla na Balkan, zagotovila svobodno plovbo po osmanskih vodah in dobila protektorat nad Srbijo, kar je bilo kasneje potrjeno z Odrinskim mirom leta 1829.  
V 3. členu Konvencije so bili potrjeni privilegiji Vlaške in Moldavije iz prejšnjih sporazumov, zlasti obnova hatišerifa iz leta 1802, zapisanega v posebnem dodatku  Akkermanske konvencije.
V 5. členu in posebnem aktu o Srbiji se je Osmansko cesarstvo obvezalo, da bo v sodelovanju s srbskimi deputati v 18 mesecih izpolnila vse obveze iz 8. člena Bukareškega sporazuma. Ferman s hatišerifom bo predložila tudi ruskemu dvoru. Določila, povezana s Srbijo, so se nanašala na svobodo veroizpovedi, izbiro srbskih starešin,   neodvisnost notranje uprave, povratek nahij, odvzetih leta 1813, združitev vseh dajatev v eno, svobodno trgovanje s srbskimi potnimi listi, dovoljenje za ustanavljanje šol, bolnišnic in tiskarn in prepoved naseljevanja muslimanov v Srbiji izven mest.